# Jandoušova hrobka

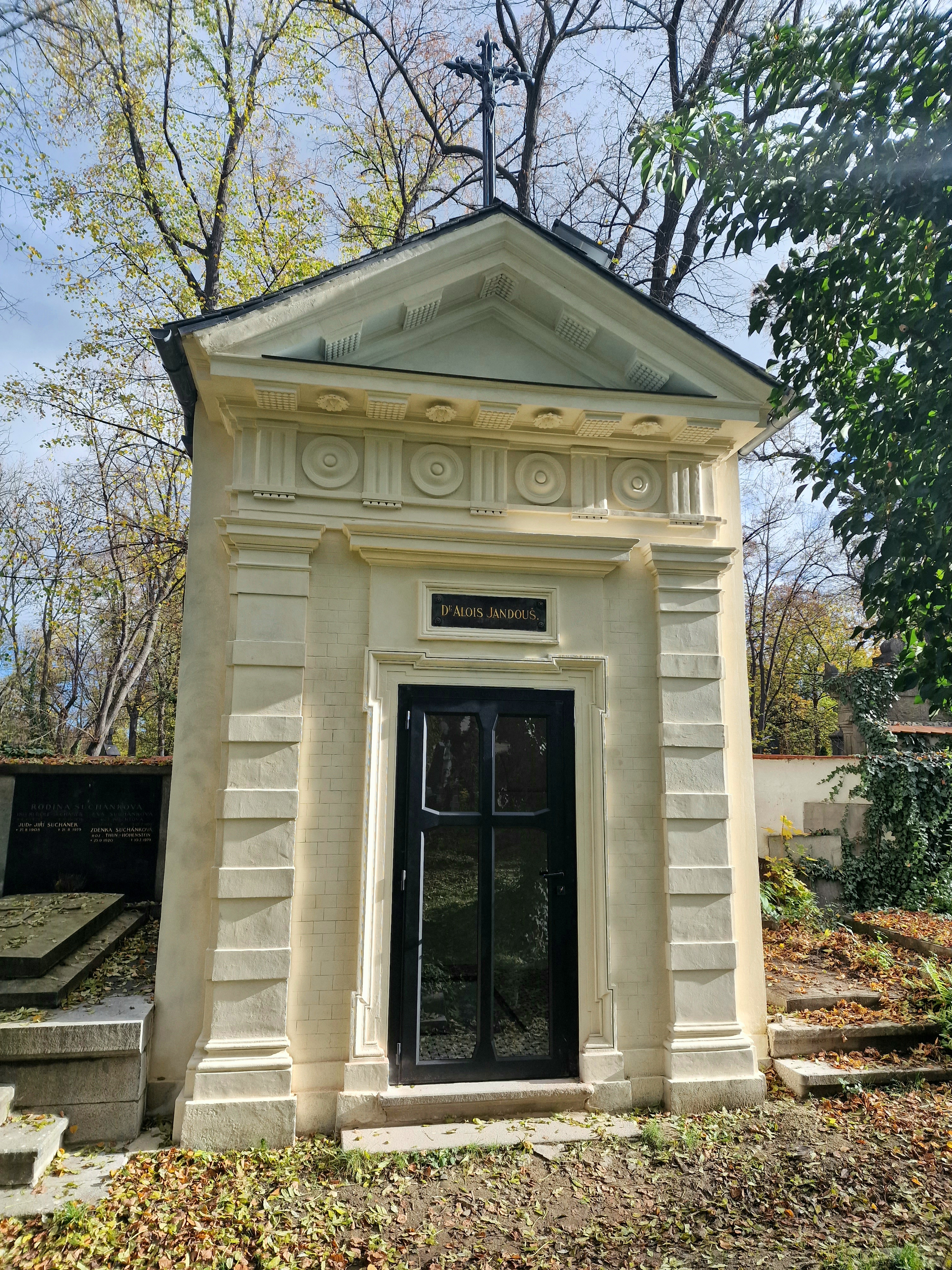
Jandoušova hrobka

Rodinná kaplová hrobka Aloise Jandouše, nejvýznamnějšího českého farmaceuta 19. století a člena městské rady, byla postavena roku 1883 v hlavní zóně Olšanských hřbitovů v blízkosti hlavní brány, obřadní síně a míst posledního odpočinku Karla Jaromíra Erbena, Miroslava Tyrše i dalších významných osobností české historie.
Tato samostatně stojící dvoupodlažní stavba klasicistního slohu sestává z více než 5 metrů vysoké nadzemní kaple podepřené postranními klenbami s kupolovitou klenbou a z rozměrné podzemní krypty. Má zdobené průčelí se štukovými ozdobnými prvky. Čelní stěna je portálového typu s vyzdívkou a bohatě štukatérsky vypracovaným nadpražím i vlastním tympanonem. Po stranách vstupu vyčnívají dva pilastry s profilovanou hlavicí. Nad pilastry je architráv s vlysem, který je vyzdoben triglyfy s metopami ve tvaru kotoučů. Nad vlysem je předsazený tympanon, který je vyzdoben z vnitřní strany triglyfy a na spodní straně římsy tympanonu triglyfy a metopami ve tvaru květiny. Vstupní portál hrobky je v dolní části osazen dvěma schody, které jsou vyrobeny z ručně opracované tuzemské žuly. Ostatní výzdoba je provedena ve štuku a pískovci. 
V letech 2021–2022 prošla již značně zchátralá hrobka celkovou rekonstrukcí, která této funerální stavbě vdechla nový život.